# قناة سنا
سنا هي قناة فضائية موجهة للأطفال أطلقتها شركة سنا عام 2009م والتي استمرت في البث على القمر عرب سات ونايل سات لمدة ثلاث سنوات، أنتجت خلالها العديد من الأعمال المصورة والبـرامج الفنية والتربوية، وحصلت على إشادة وثناء الجمهور في العديد من المناطق على مستوى الوطن العربي.وقد كان المدير قناة سنا وكاتب اناشيدها الشاعر سليم عبد القادر رحمه الله
تأسست شركة سنا للإنتاج والنشر والتوزيع عام 1995 في مدينة جدة، وبدأت بإنتاج سلسلة أناشيد للحياة، وسلسلة دوحة النشيد (للأطفال) باللغة العربية الفصحى، معلنة بذلك بداية مرحلة جديدة من الفن الهادف. استمر الإنتاج الفني المرئي والمسموع وإنتاج الكتب الصوتية والمطبوعات وغير ذلك، وحصلت على العديد من الجوائز المحلية والإقليمية.
انتقلت شركة سنا إلى إسطنبول أواخر العام 2016، وعملت بالإضافة إلى العمل الإعلامي المرئي والمسموع في مجال تقنيات التعليم، وبدأت رحلة التحول الرقمي لجميع المنتجات والأعمال التي تملكها منذ التأسيس، بما يواكب الوسائل الحديثة. كما تستعد لإطلاق الهوية البصرية الجديدة هذا العام معلنة انطلاقة جديدة عصرية لما تحمله من قيم وأهداف في مجالي الإعلام والتعليم.

## الأعمال[1]

### أعمال للأطفال
تتكون من 7 سلاسل إنتاجية مختلفة لأغاني الأطفال تحتوي كل سلسلة على مجموعة من الألبومات للفئات العمرية المختلفة، ليكون الإجمالي أكثر من 35 ألبوماً تضم ما يزيد على 300 أغنية مسموعة متنوعة.
بالإضافة إلى أكثر من 200 أغنية مصورة تم بثها على القناة الفضائية، وفيلم سينمائي «إجازة الصيف» الذي تم إنتاجه عام 1998م، ومجموعة من الحكايات المصورة والبرامج التلفزيونية الموجهة للأطفال.

### أعمال الشابات والشباب
تتكون من 9 ألبومات ضمن سلسلة أناشيد للحياة بالإضافة إلى ألبوم شعراء الرسول ﷺ من الأدب الإسلامي، ليكون الإجمالي أكثر من 80 عمل فني للشابات والشباب.

### الكتب المسموعة
سلسلة صوتية تضم مجموعة من الكتب النافعة، مسجلة بأسلوب جميل وقراءة إذاعية محببة،
صدر منها  «نزهات في رياض الصالحين»  و «روائع الإحياء» في أكثر من 60 ملف صوتي.

## وصلات خارجية
الموقع الرسمي لشركة وقناة سنا